# Mechanical Turk
Mechanical Turk је онлајн појава која се развија од 2005. године као део Амазонових интернет услуга. У почетку је постављен да помогне у извршавању свакодневних потреба али су убрзо компаније широм света увиделе могућност да профитирају помоћу ове веб апликације. 
Најпростије речено, Mechanical Turk је виртуална апликација која се користи за обављање задатих послова. Пословање Mechanical Turka се базира на размени ХИТ-ова (Human Inteligence Tasks) уз симболичну накнаду за те послове која варира од 0,1$ до 20$ у зависности од сложеноти задатка и квалитета обављеног посла. Људи који праве ХИТ-ове се називау Requesteri и обично сложеније послове декомпонују на већи број простијих који могу бити урађени од стране једног од Mechanical Turk Workera. Обично, ти послови се састоје од писања, онлајн истраживања, преознавања фотографија итд. Посао је олакшан преко API (Application Programming Interface) или преко Mechanical Turk Requester веб сајта

## Назив
Назив Mechanical turk потиче од „Турчина“ -The Turk-, шах-мајстор машине која је направљена у XVIII веку од стране Wolfgang von Kempelen. Наиме, машина је направљен са идејом да игра ша против људских противника. Позната је по томе што је победила противнике као што су Наполеон Бонапарта (Napoleon Bonaparte) и Бенџамин Френклин (Benjamin Franklin).
Дрвена фигура човека са турбаном која је померала фигуре наводно је била покретана механизмом сличним оним у часовницима а испотавило се да је нарава ипак имала људску душу, јер је шаовски експерт био сакривен унутар ње, заправо одигравао потезе Амазонов Турчин има сличну идеју - послове, којих аиста има много, обављају обични корисници.

## 
Зарад пружања улуге у оквиру захтеваног квалитета, Requester мора да плати одређени износ Workeru за ту услугу. Као Requester, сагласни сте да након пружене услуге од стране Workera уплатите одређену суму која ће бити аутоматски прослеђена Workeru. Ако Requester није задовољан пруженом услугом од стране Workera, има могућност одбијања плаћања исте. Kao Requesteru, биће Бам наплаћен износ само за коришћење Amazon Mechanical Turka у вези са сваким захтевом за услугу. Када једном платите Workeru за обављену услугу не постоји могућност повраћаја новца за ту услугу.
Kao Worker могуће је регистровати се само једном на Mechanical Turk-у. Workeri могу а пружају услугу било коме Requesteru у зависности од критеријума који је поставио Requester. Такође ако услуга није у складу са очекивањима Requestera, он може да је не прихвати или да захтева поновну обраду исте. Kao Worker, Requester коме пружате услугу је ваш клијент и сагласни сте да ваш рад на било којој услузи је рад за бољитак Requestera. Сва права Workera kao што су власничка права, интелектуална својина над услугом се преносе на Requestera и ми као Workeri немамо права на никакву компензацију.
Workeri пружају услугу Requesteru у складу са својим капацитетима као независни вршилац а не као запослени код Requestera. Да би постали Worker мора да прихватите следеће услове:
- да не користите роботе и друге аутоматизоване методе да би сте пружили услугу
- да сав рад предајете на званичном сајту а не Requesteru директно
- да ћете пружити информације везане за услугу коју пружају
- да ћете током пружања услуге имати у обзиру сва законска ограничења
- да посао између Workera и Requestera или између Workera и Amazonovog MT не представља заједничко улагање, партнерство или франшизу
- да себе неће представљати као запосленог код Requestera или Амазона.
- да не добија никакве бенефиције као запослени у Амазону као што су одмори, боловања, осигурање и др.[2]

## Kakoфункционише
Сам сајт Mechanical Turka (mturk.com) се састоји из два дела. Први део се односи на зарађивање новца радом на пословима у оквиру сервиса тј. радом на постављеним ХИТ-овима (Human Intelligence Tasks). Други део је посвећен Requesterima који би желели да своје послове окаче на сервис и чекају Workere који би их у нредном периоду обрађивали.
Kao Worker можете потраживати постојећу базу ХИТ-ова, одабрати оне које желите и бити плаћени у складу са учинком. Подносиоци захтева Requesteri након регистрације дефиинишу своје ХИТ-ове и у року од неколико минута до неколико недеља добијају резултате. Према уговору, подносиоци захтева плаћају 10 одсто свих трансакцја Амазону.
Након регистрације, постављање захтева се изводи кроз конфигурациони прозор, у ком се дефинишу наслов, опис и кључне речи ХИТ-a. Додају се информације о времену додељеном за рад, року важења и додатним критеријумима за одабир радника за конкретан ХИТ, као и цена, која се плаћа по обављеном послу.
Трансфер новца који сте зарадили у ваше руке је у многим државама немогућ и тада вам Амазон нуди да од тог новца купите нешто из њиховог богатог асортимана. Новац се исплаћује само на територији САД. Такође постоји и правило да подносилац захтева не мора да прихвати урађени  ако није задовољан што муоставља велику могућност злоупотребе вашег времена.

## Могућност запошљавања
Грађани Републике Србије имају могућност запослења на Mechanical Turku регистрацијом на сајту  и прихватањем уговора који се тамо налази. Држава у којој је регистрован Mechanical Turk je Вашингтон, па се самим тим уз пословну политику Mechanical Turka примењују и прописи државе Вашингтон. Сајт је уређен и оранизован од стране Mechanical Turka у држави Вашингтон, САД. Закони државе Вашингтон регулишу уговор и све његове делове. Уколико у било којо мери Machanical Turk сматра да су нарушена права интелектуалне својине, може да затражи судску или другу стручну помоћ помоћ тј. арбитражу у било којој држави или федералном суду државе Вашингтон, а ви регистрацијом прихватате надлежност тих судова. 
Трансфер новца који сте зарадили у ваше руке је у мноим државама немогућ и тада вам Амазон нуди да од тог новца купите нешто из њиховог богатог асортимана. Новац се испоручује самона територију САД. Једна од земаља у којој се врши плаћање путем gift card-a јесте и Србија.
Такође постоји и правило да подносилац захтева не мора да прихвати урађени  ако није задовољан, што му оставља велику могућност злоупотребе вашег времена.